# 政治主導確立法案
政治主導確立法案（せいじしゅどうかくりつほうあん）とは、首相官邸の政策立案や調整機能を強化するための法案。

## 概要
以下の中身が骨子となっている。
- 民間人起用を念頭に首相補佐官の枠を5人から10人に増員。
- 内閣官房の国家戦略室を国家戦略局に格上げし、権限など法的位置付けを明確化。
- 経済財政諮問会議を廃止。
- 行政刷新会議の法的位置付けを明確化。
- 内閣官房副長官を3人から4人に増員し、内閣官房副長官を国家戦略局長と兼務。
- 国家戦略局長の下に国家戦略官（大臣政務官級）を置く。
- 行政刷新会議の下に専門委員会を設けることを可能とし、国会議員や有識者を委員に起用できる規定も盛り込む。
- 内閣官房と各省庁に政務調査官を置く。

## 国会審議
民主党政権によって立案され、2010年2月に鳩山由紀夫内閣が国会に法案を提出。
5月から本格審議入りしたものの、終盤国会での与野党対立のあおりを受け、衆議院で継続審議となった。
2010年夏の第22回参議院議員通常選挙で与党が敗北したため、参議院で与党が過半数割れ（ねじれ国会）となった。このため成立させるには野党の協力が欠かせなくなったが野党が法案に否定的であったため、成立することなく2011年5月12日の衆議院本会議で撤回が許諾された。